# Марий (император)
Марк Аврелий Марий (лат. Marcus Aurelius Marius; умер в 269 году), также известный в римской историографии как Марий, — император Галльской империи, правивший в 269 году.
Марий был скромного происхождения. В 269 году после убийства основателя Галльской империи Постума армия провозгласила императором Мария, но спустя непродолжительное время он был убит солдатом.

## Биография
О месте и годе рождения Мария нет никаких сведений. Что касается его этнического происхождения, то историки выдвигают различные версии на этот счет. В частности, высказывались предположения, что он был галльского происхождения или из рейнских провинций. Также существует версия, что Марий был выходцем из испанских провинций, но Ю. В. Куликова считает её спорной. Источники сообщают, что Марий происходил из простой семьи. В «Истории Августов» рассказывается, что Мария звали Мамурием и Ветурием, но эти данные, как считает немецкий историк Д. Кинаст, являются вымыслом. До прихода к власти он был кузнецом, а потом служил в армии. Кроме того, Аврелий Виктор заявляет, что Марий не только плохо разбирался в военном искусстве, но и не обладал никакими административными навыками.
Сразу же после убийства императора Постума под стенами Могонтиака известный среди соратников своей необычной силой Марий был провозглашен императором. Источники единодушно подчеркивают, что он был выдвинут солдатами. На момент своего провозглашения императором Марий уже не был простым легионером, но и каких-то высоких постов также не достиг. Вероятно, Марий стал императором благодаря своему имени, которое напоминало солдатам имя римского императора II века Марка Аврелия, что, вероятно, считалось хорошим предзнаменованием. Также его выдвижению способствовала Виктория, мать будущего императора Викторина. Избрание императором простого ремесленника может объясняться в том числе и отсутствием Викторина, который в тот момент преследовал другого мятежника — Лелиана. Нумизматические данные позволяют сделать вывод, что провозглашение Мария императором произошло летом-осенью 269 года.
По сообщению античных историков правление Мария длилось всего несколько дней, однако данные о выпущенных им монетах позволяют предположить, что его правление продолжалось дольше. Так, существуют мнения, что Марий правил не более 3 месяцев, около 4 месяцев или же не более 4-5 месяцев. Противоречивые сведения источников о правлении Мария, по всей видимости, связаны с путаницей с другим узурпатором, провозгласившим себя императором также в рейнских провинциях — Лелианом. Согласно «Истории Августов», Марий, принимая власть, произнёс перед собравшимися воинами речь, в которой заявил, что будет «стараться о том, чтобы вся Аламанния и вся Германия с прочими прилегающими к ним племенами считали римский народ железным племенем, чтобы с нашей стороны именно железо внушало им страх». Называя население Галльской империи «римским народом», Марий, прежде всего, действовал в политических целях для привлечения на свою сторону солдат и, быть может, хотел продемонстрировать таким образом лояльность римскому императору. Вероятно, что сразу после избрания Марий позволил солдатам разграбить Могонтиак. Причиной этого, вероятно, является то, что Марий был в сложном положении, поскольку ему было необходимо было сохранить лояльность избравших его войск, а также примирить их с остатками армии Лелиана.
Вслед за тем Марий отправился в Августу Треверорум, перенеся таким образом столицу Галльской Империи из Колонии Агриппины. С этим, однако, не был согласен Кёниг, который считал, что «перенос столицы» произошёл лишь при императоре Викторине. В Августе Треверорум Марий начал чеканку собственных монет. Монетный двор Лелиана, в свою очередь, был перенесён из Могонтиака в Колонию Агриппину. К тому времени монетный двор в Медиолане был потерян, а в Лугдуне прекратил работу. Известные монеты Мария имеют легенды, связанные с армиями, однако никаких конкретных подразделений не упоминается. Кавалеристы, присутствовавшие на монетах его предшественников и преемников, на монетах Мария не появлялись, что демонстрировало противопоставление солдатов Мария и конницы галльских императоров. Его монеты подчёркивают согласие в армии и верность солдат. Также в правление Мария была открыта некая монетная мастерская, которая была закрыта Викторином вскоре после восшествия на престол. По всей видимости, Марий не контролировал всю Галлию, а стоял во главе отдельных рейнских легионов.
В 268 или в середине 269 года Марий был убит «каким-то воином, который когда-то был в его кузнице и к которому Марий выказал пренебрежение» мечом, который он якобы сам некогда изготовил. Спустя два дня императором был провозглашён Викторин.